# Saint-Prosper-de-Champlain
Pour les articles homonymes, voir Saint-Prosper.
Saint-Prosper-de-Champlain est une municipalité du Québec (Canada) située dans la municipalité régionale de comté (MRC) Les Chenaux et dans la région administrative de la Mauricie.

## Toponymie
Deux explications existent pour la dénomination de Saint-Prosper. La première serait que la municipalité aurait été nommée en l'honneur de Prosper d'Aquitaine et de la même manière à Prosper Méthot, un notable de Sainte-Anne-de-la-Pérade, le village voisin. La seconde hypothèse est que Mgr Joseph Signay aurait voulu souligner la prospérité des gens de ce village,.

## Histoire
La municipalité de paroisse de Saint-Prosper a été constituée en 1855, lors du découpage originel municipal du Québec. Le 4 septembre 2010, la municipalité changea son nom et son statut pour municipalité de Saint-Prosper-de-Champlain.

## Géographie
Le territoire de Saint-Prosper-de-Champlain fait principalement partie du bassin versant de la rivière Sainte-Anne (Mauricie). Toutefois, une petite zone à l'ouest, à la limite de Saint-Stanislas (Les Chenaux) et de Sainte-Geneviève-de-Batiscan, fait partie de la Batiscanie. La rivière Charest traverse l'est de la municipalité du nord-est vers le sud-est.

## Démographie
| 1991 | 1996 | 2001 | 2006 | 2011 | 2016 | 2021 |
| ---- | ---- | ---- | ---- | ---- | ---- | ---- |
| 584  | 548  | 531  | 541  | 505  | 530  | 482  |

## Administration
Faisant partie à l'origine du comté de Champlain, Saint-Prosper est incorporée à la municipalité régionale de comté de Francheville en 1982. En 2002, elle est incluse dans la municipalité régionale de comté Les Chenaux.
Les élections municipales se font en bloc pour le maire et les six conseillers.
| Saint-Prosper-de-Champlain Maires depuis 2001                                                                        |                 |         |          |
| Élection | Maire           | Qualité | Résultat |
| 2001 | Gilles Boivin   |         | Voir     |
| 2005 | Michel Grosleau |         | Voir     |
| 2009 | Michel Grosleau | Voir    |          |
| 2013 | Michel Grosleau | Voir    |          |
| 2017 | René Gravel     |         | Voir     |
| 2019 | France Bédard   |         |          |
| 2021 | France Bédard   | Voir    |          |
| Élection partielle en italique Depuis 2005, les élections sont simultanées dans toutes les municipalités québécoises |                 |         |          |

## Personnalités
L'homme d'affaires Gaétan Frigon est né à Saint-Prosper-de-Champlain le 6 avril 1940.

## Photographies

Grands espaces dans les Basses-terres du Saint-Laurent
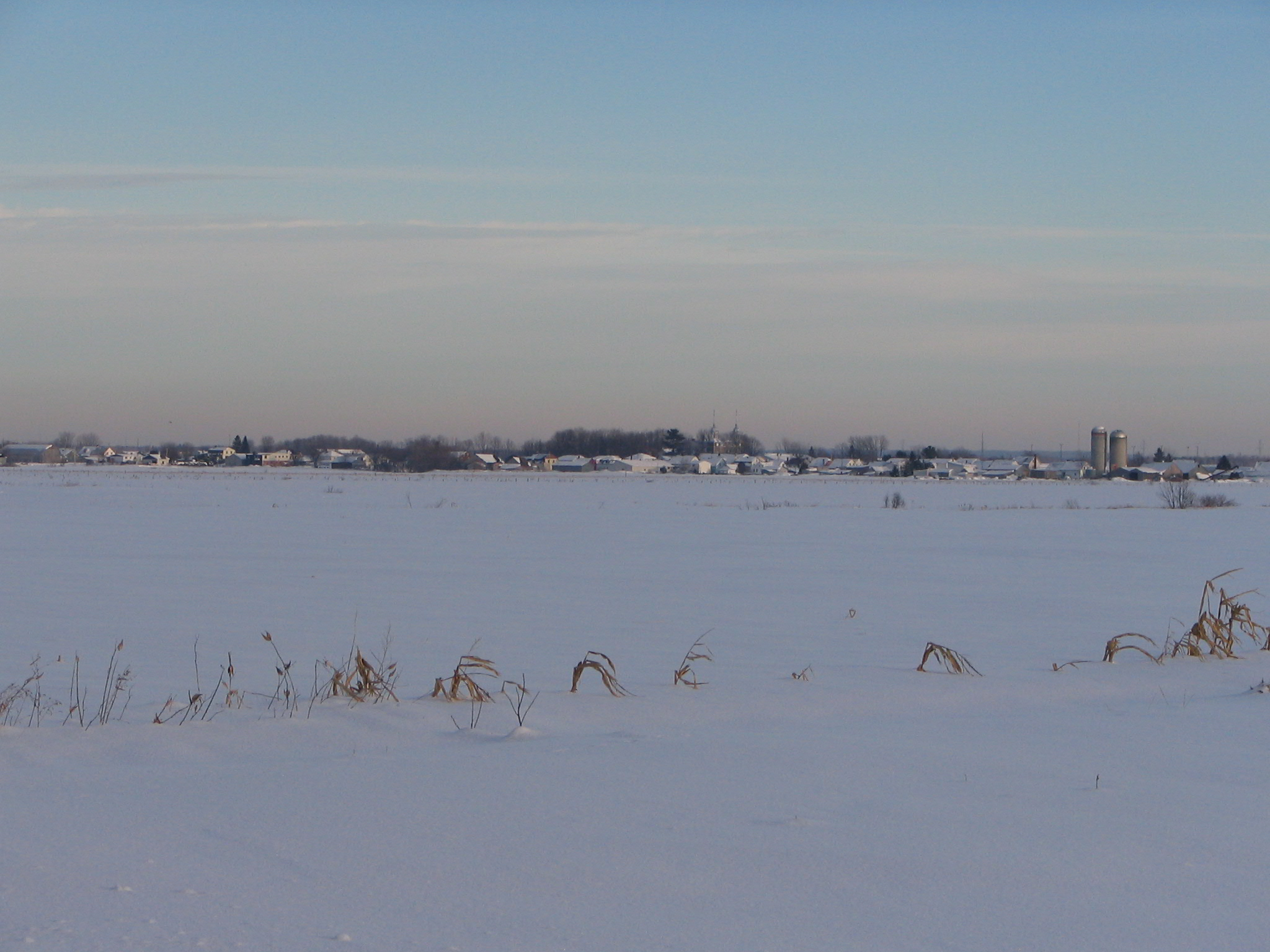
Municipalité rurale et agricole
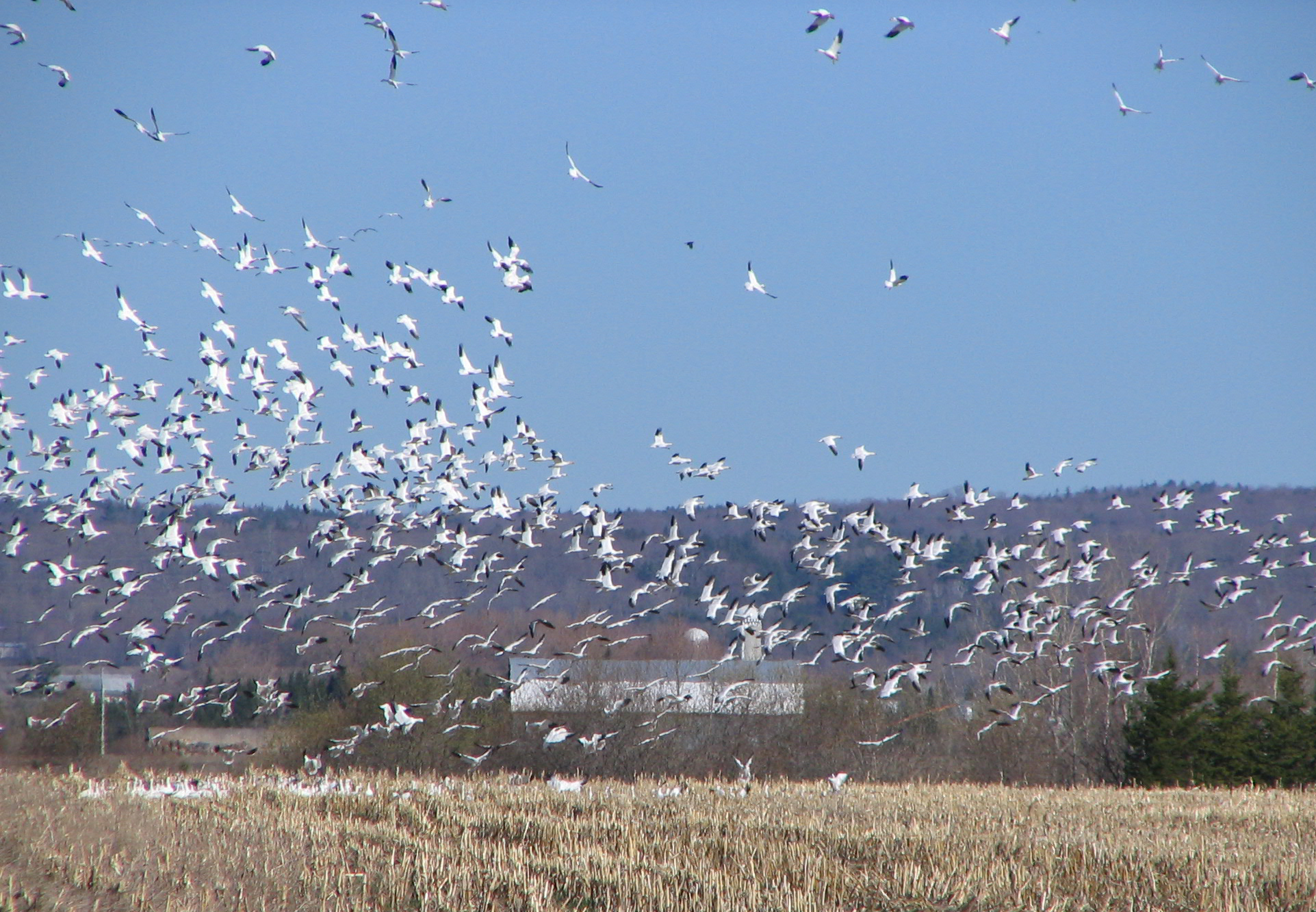
Alte d'une volée d'oies blanches, dans un champ
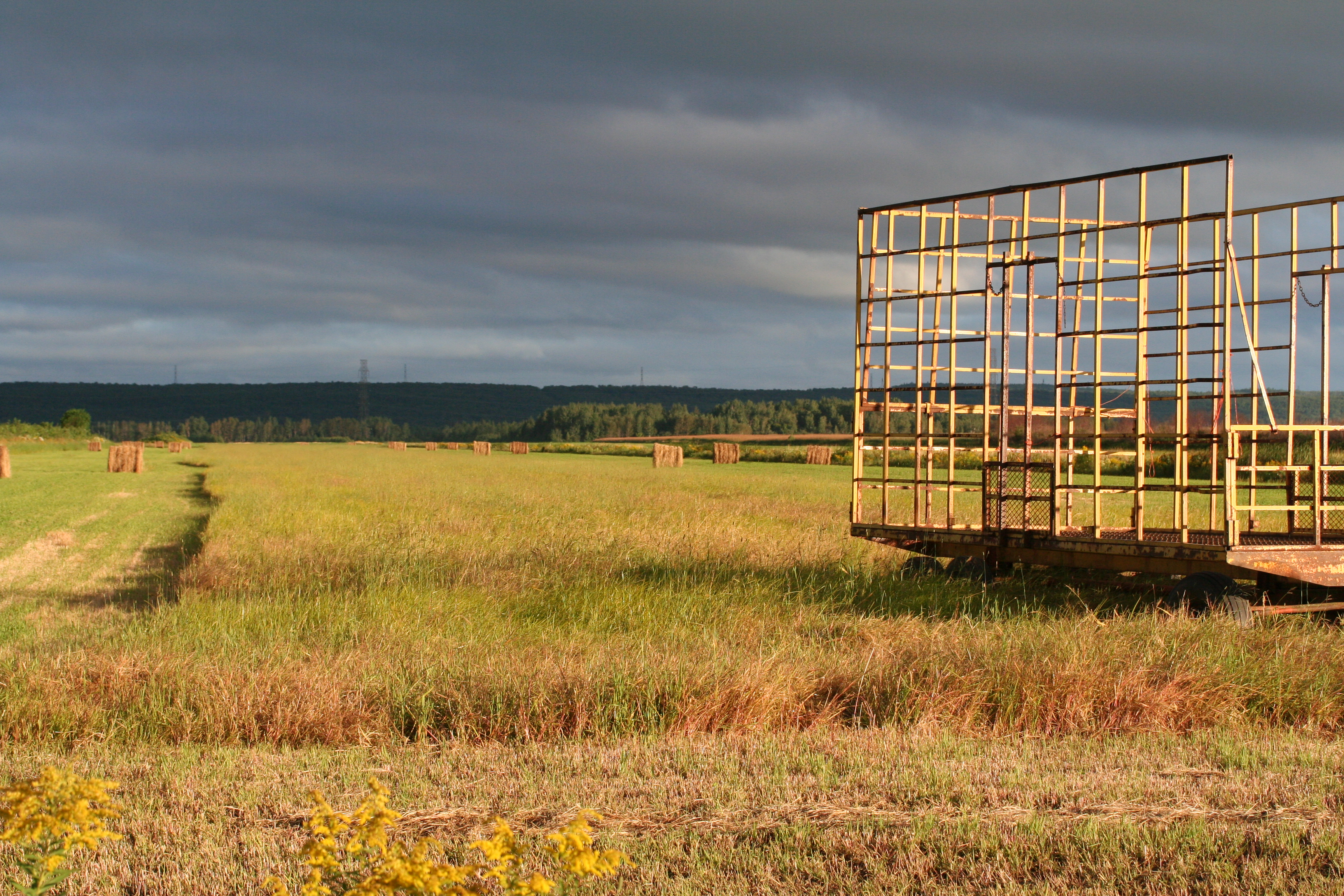
Cordon d'en bas, récolte
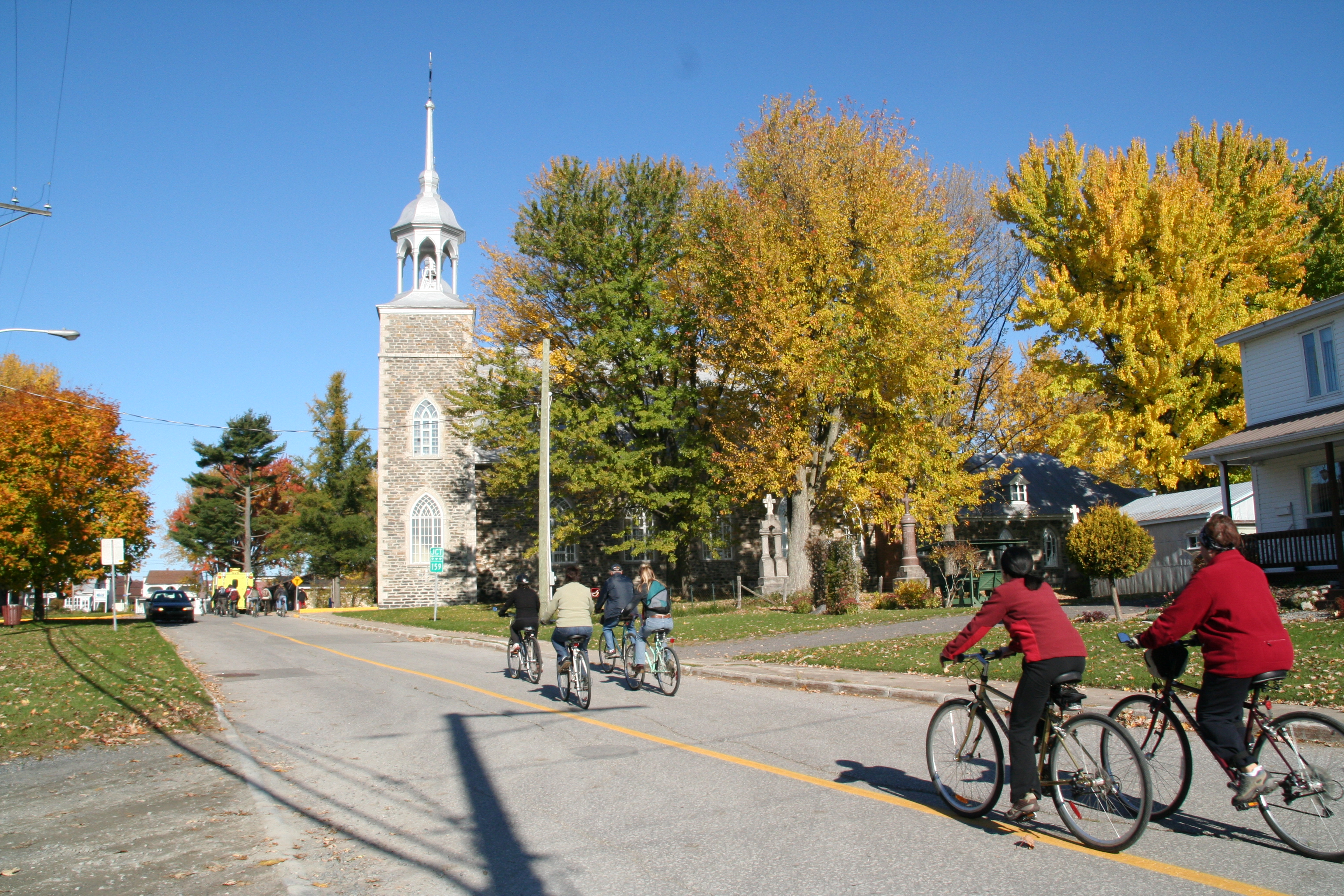
Excursion vélo, activité organisée par le Comité des Loisirs
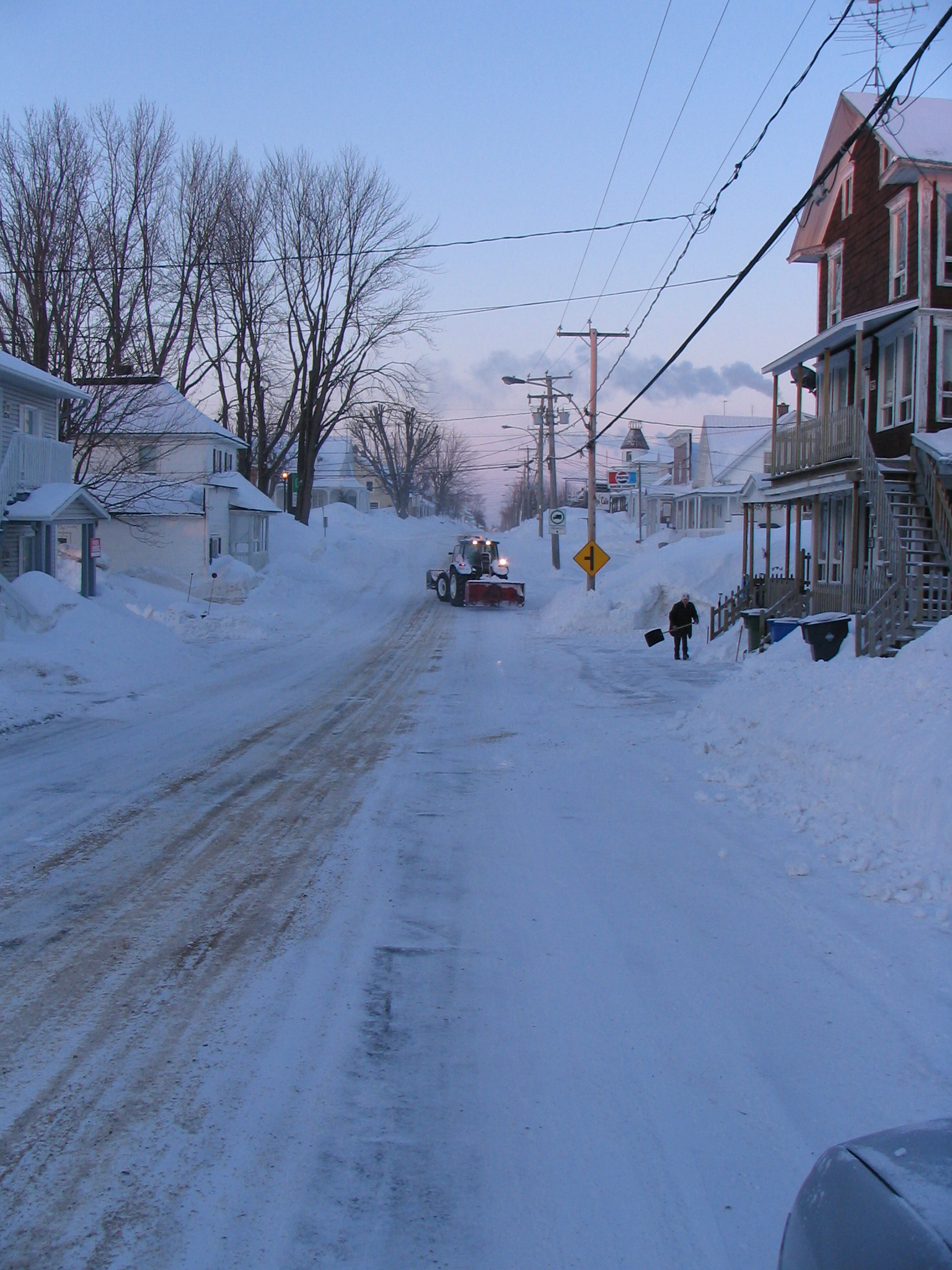
Rue Principale (route 159), mars 2008

Lac et cours d’eau du bassin versant de la rivière Sainte-Anne
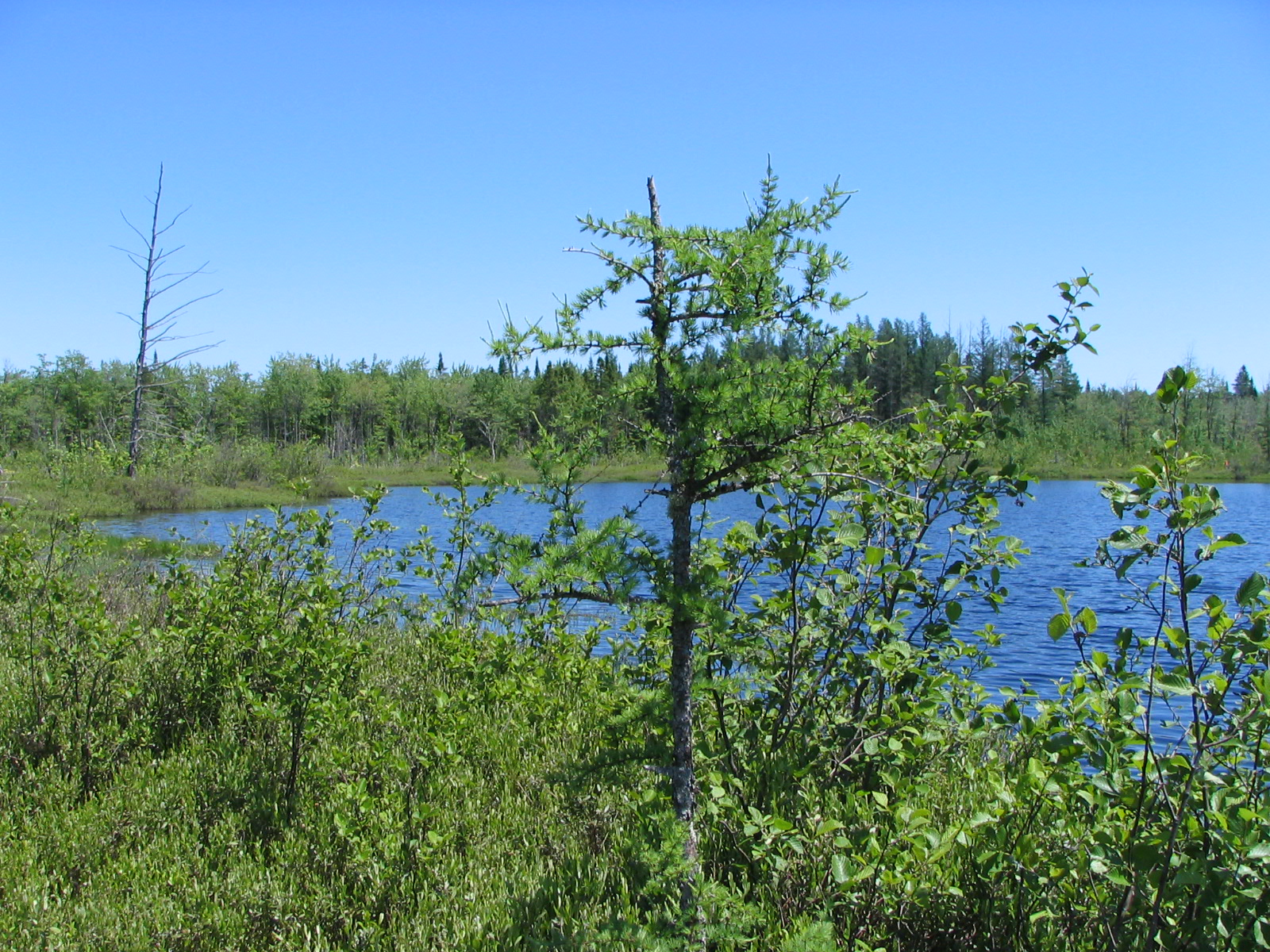
Lac à la Barbotte[6], source du ruisseau Gendron, Laurentides, accès par la Route des Prairies
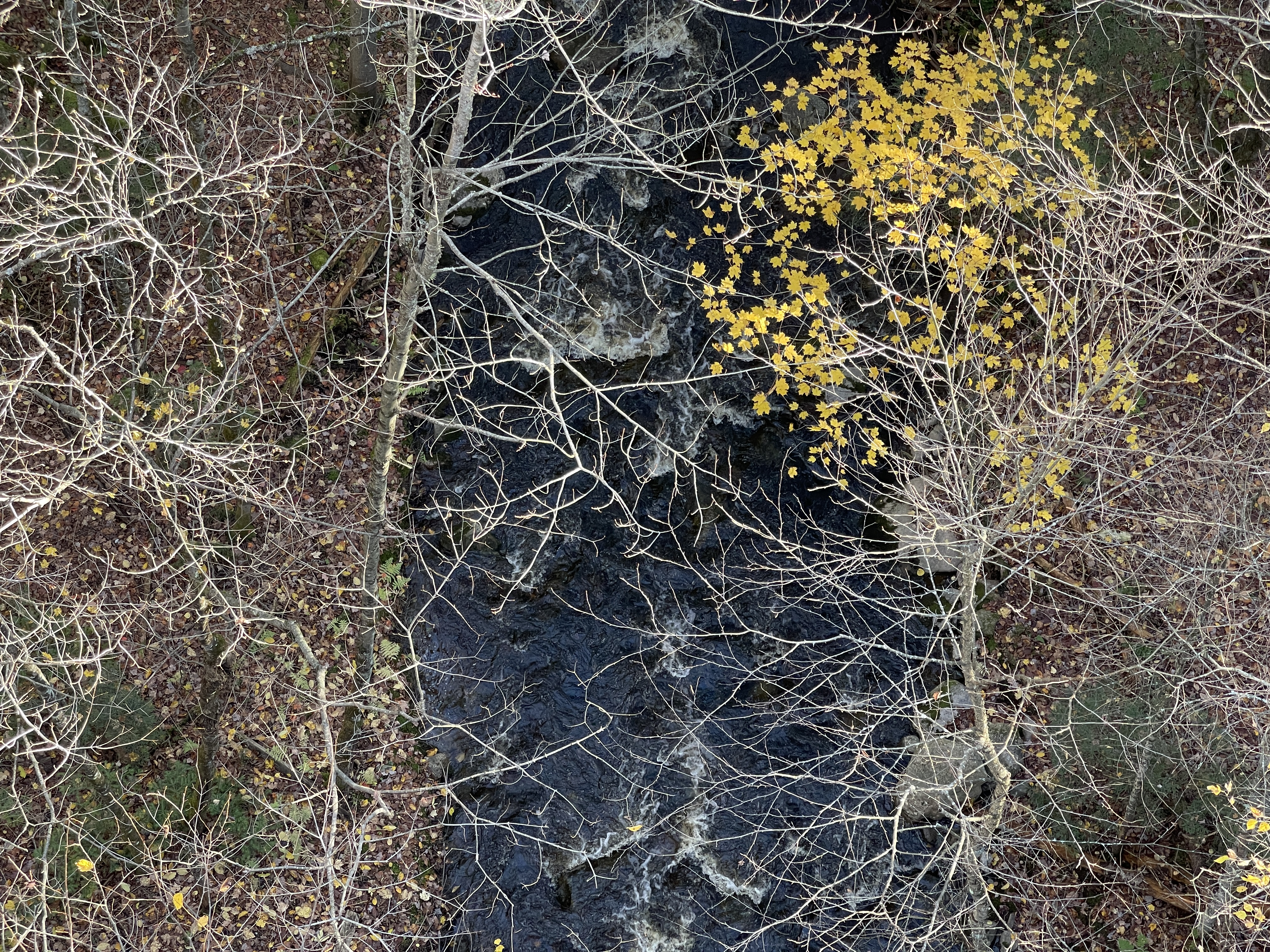
Ruisseau Cossette[7], tributaire du ruisseau Gendron, sous le pont Saint-Prosper-de-Champlain (Sentier Transcanadien)
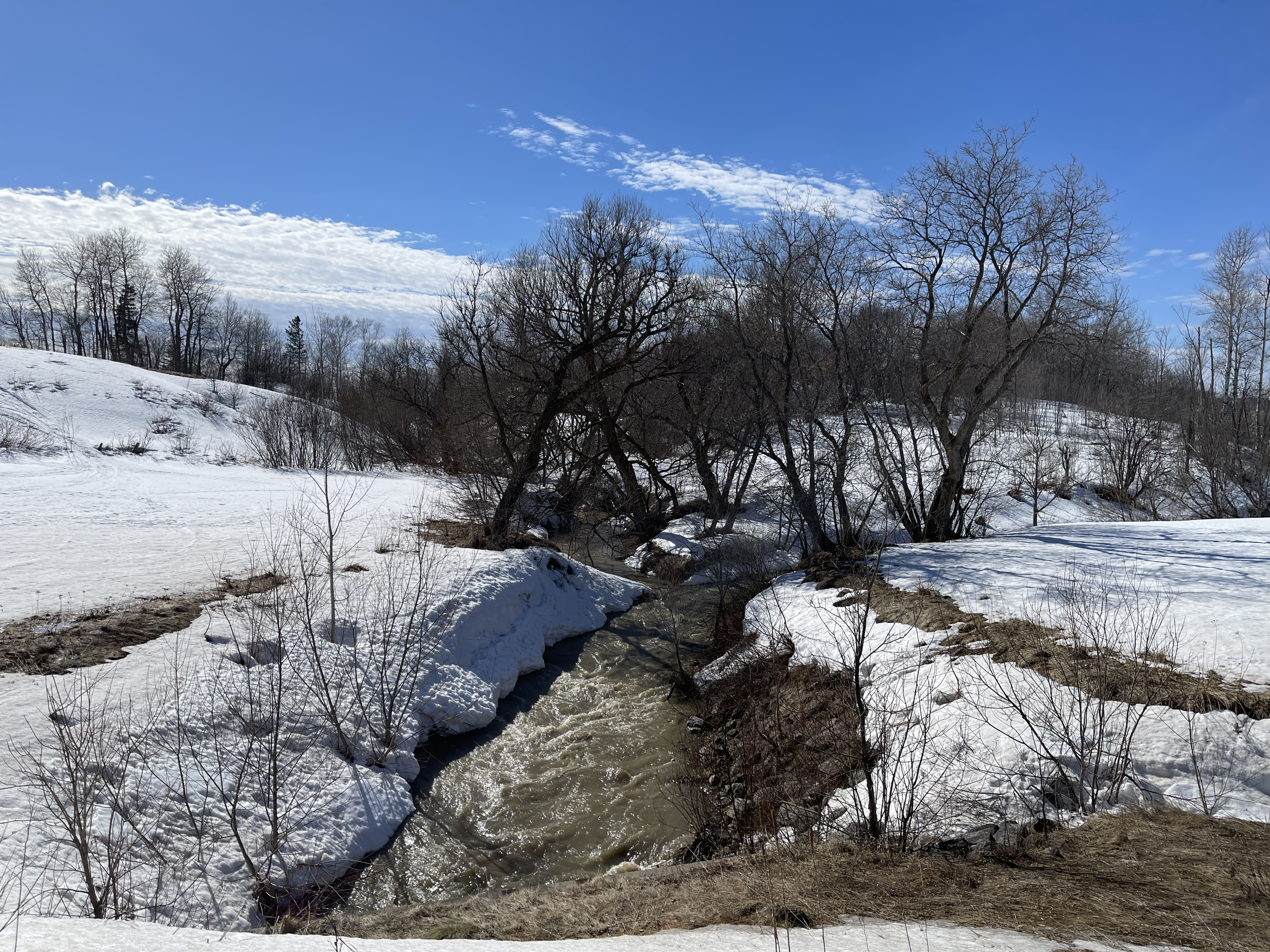
Ruisseau Gendron, tributaire de la rivière Charest, du pont P-17092[8], chemin Saint-Édouard
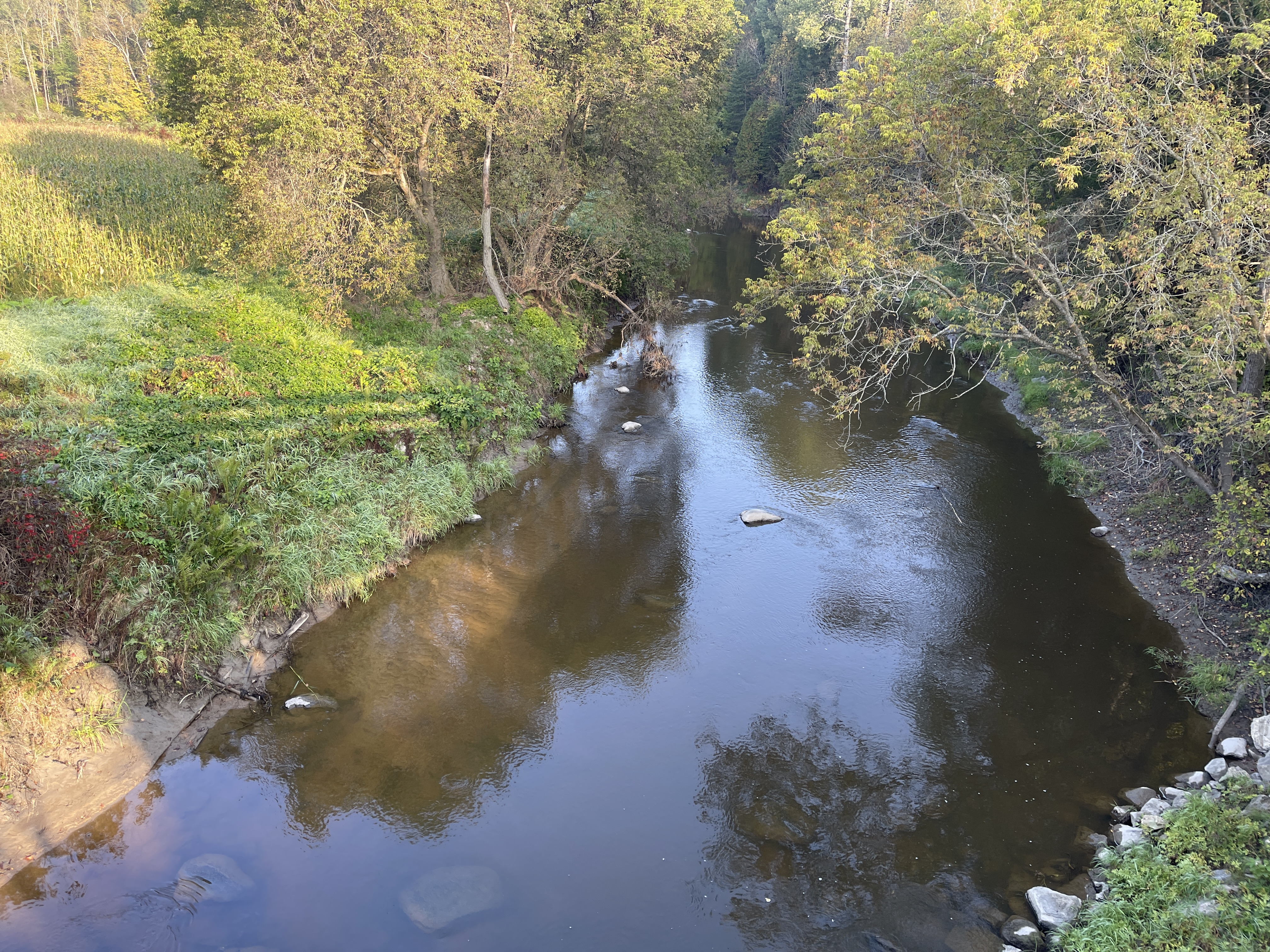
Rivière Charest[9] vers l’amont, tributaire de la rivière Sainte-Anne, entre zones agricole et forestière, route Fraser

Albums anciens, infrastructures, traditions
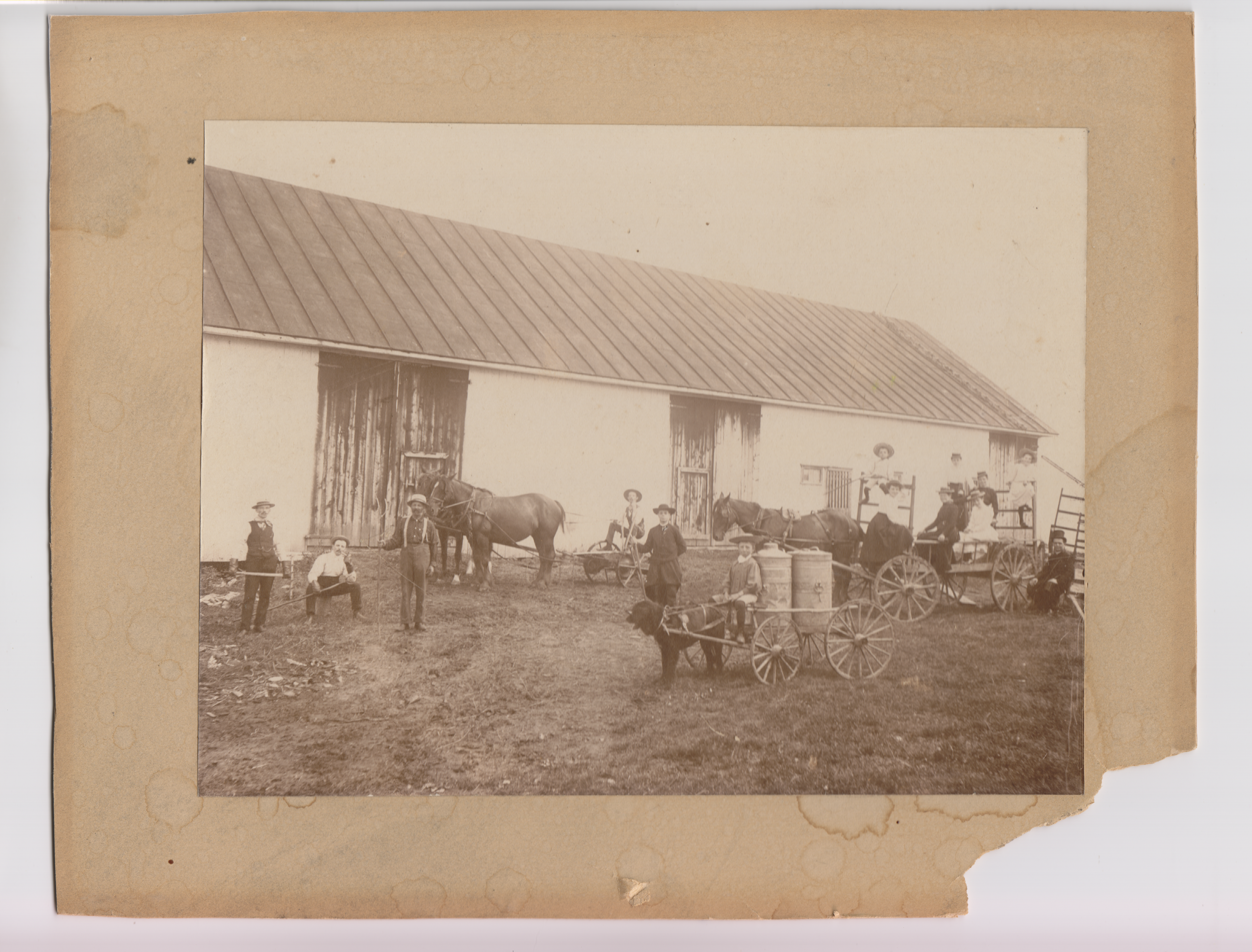
1900, ferme Claïr Massicotte et Éléonore (Élée) Trudel, certains de leurs 11 ou 12 enfants, chevaux, chien et roulant, rang Saint-Augustin
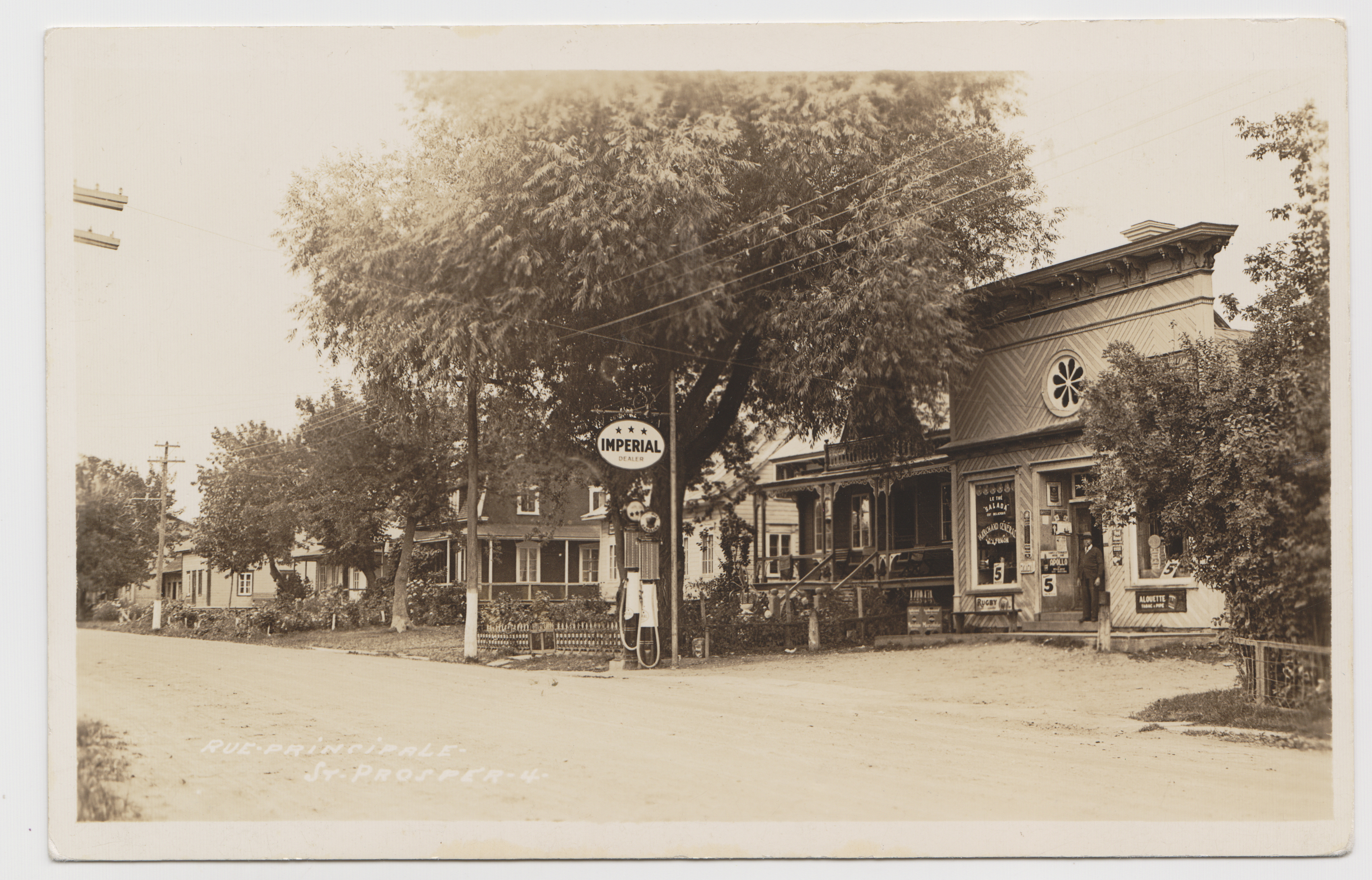
1940, résidences privées, magasin général, station d’essence, rue Principale (route 159 Nord)
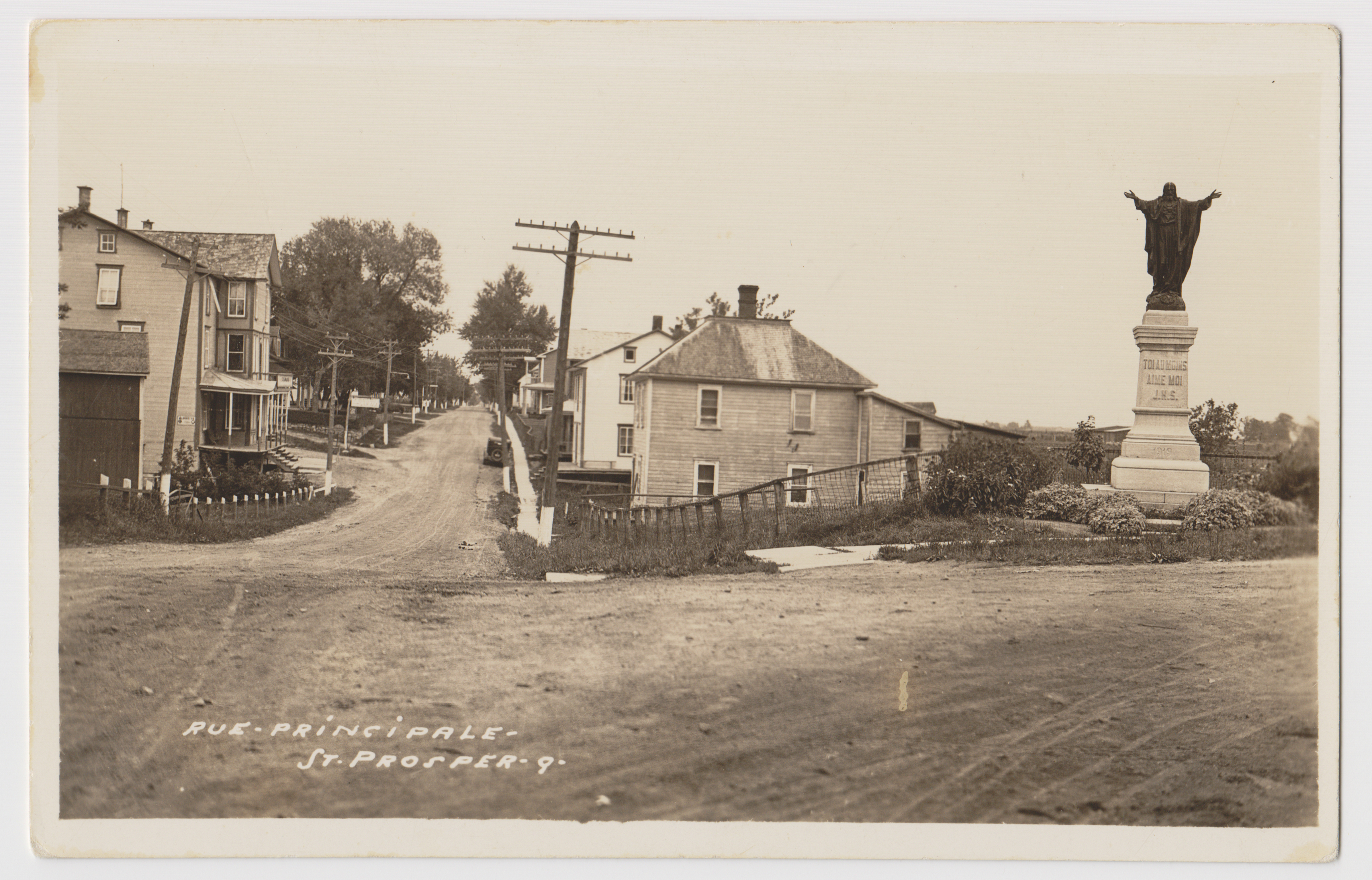
1940, routes de terre battue et trottoirs de bois, rue Principale (route 159) à l'intersection de la rue de l'Église
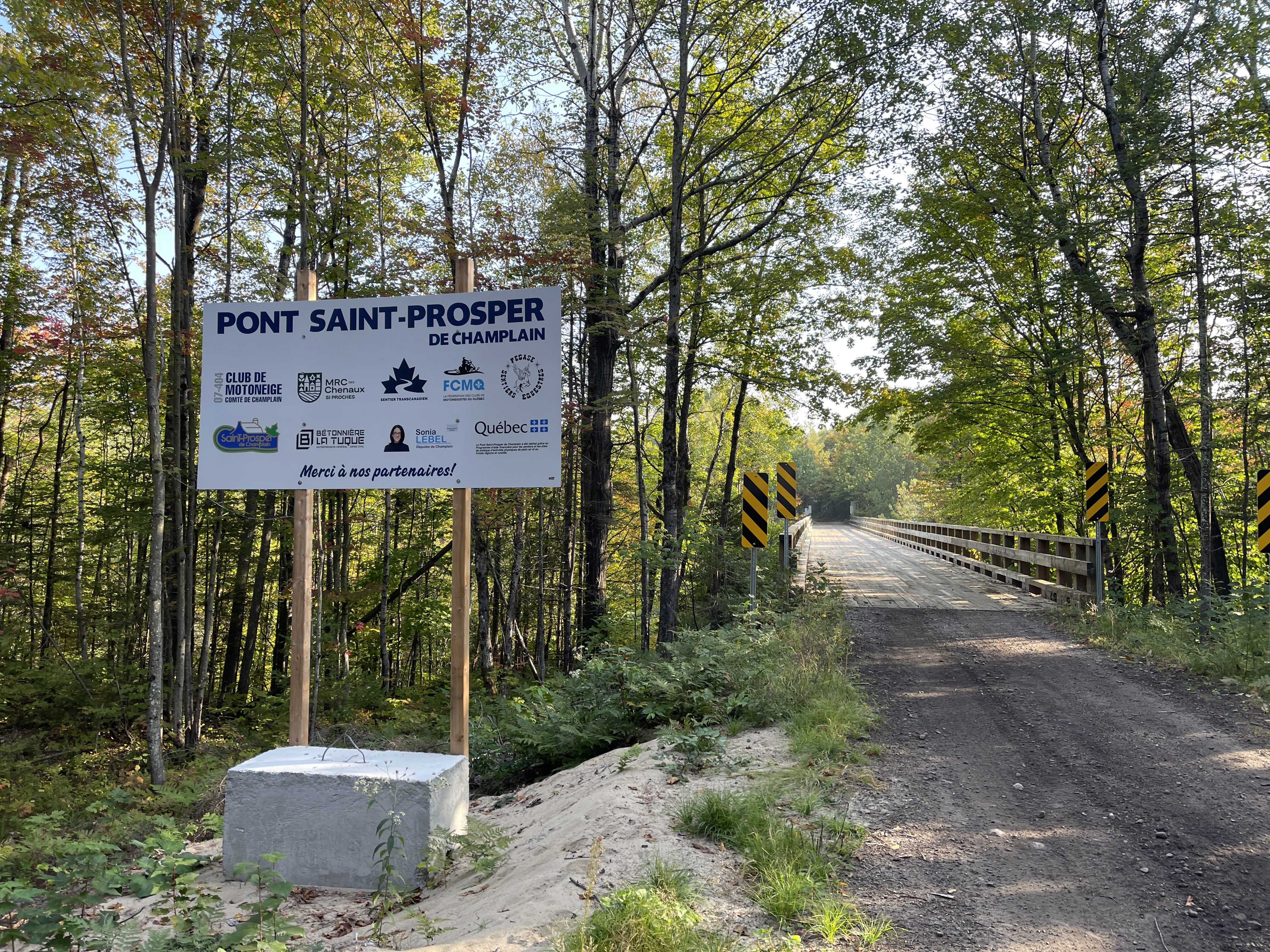
Ancienne voie ferrée, le Grand Nord (CN)[10], convertie en Sentier Transcanadien[11],[12], pont de Saint-Prosper-de-Champlain, au-dessus du ruisseau Cossette
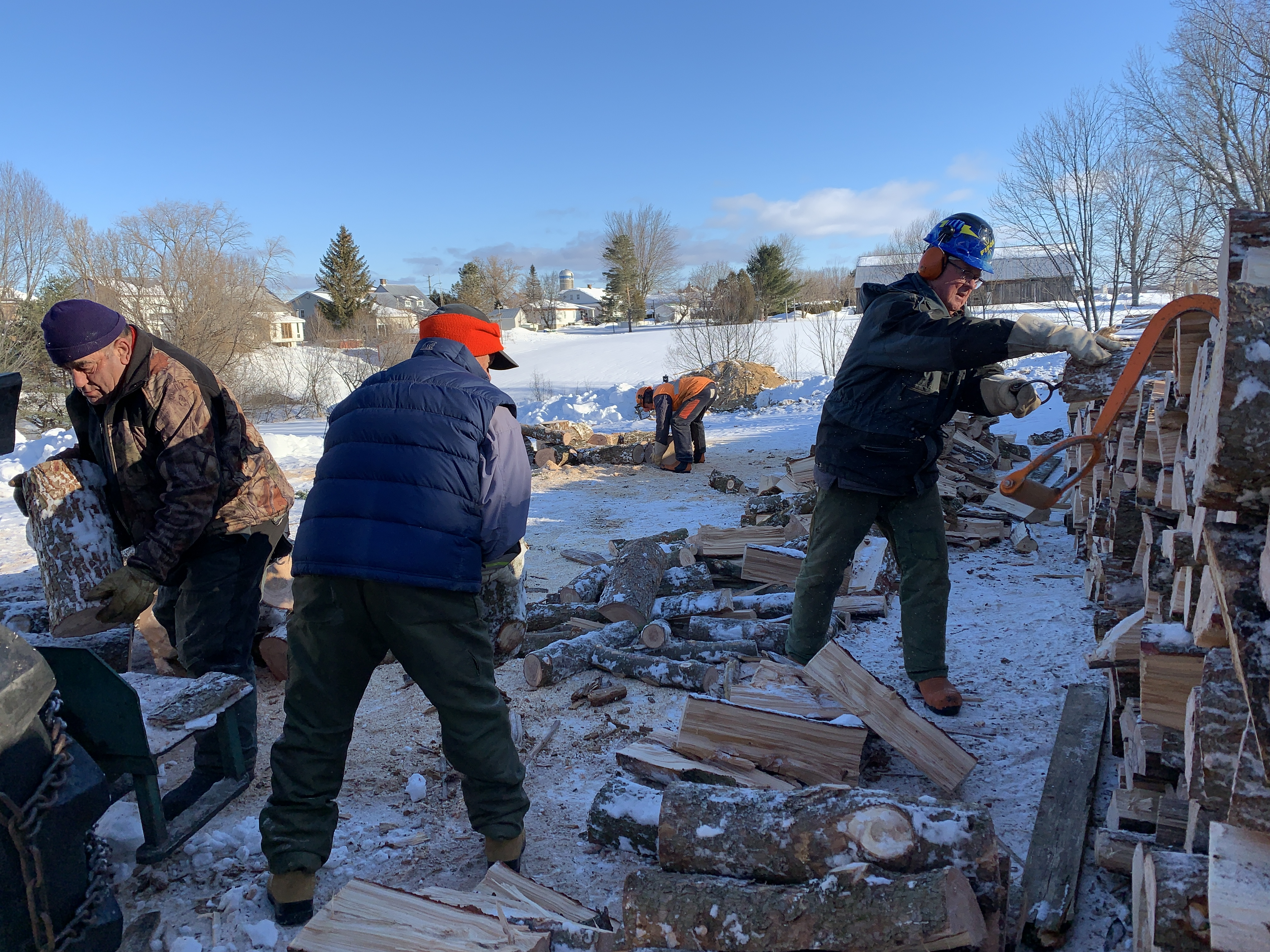
2020, temps et bois donnés chaque année (corvée), par des paroissiens, pour le chauffage de l’église[13], rue de l’Église

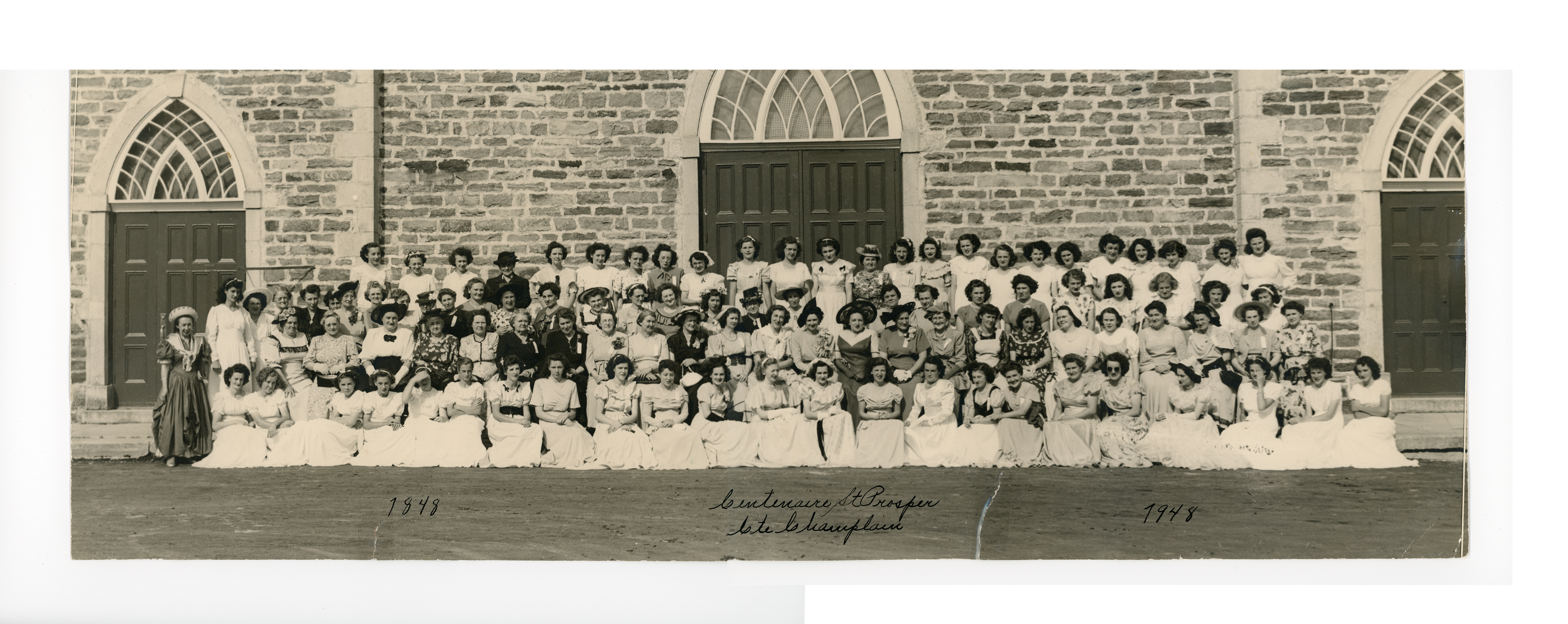
Cent femmes et filles de Saint-Prosper, lors des cérémonies entourant le centenaire de la paroisse, 1848 - 1948.